# Justified
Justified (en español: Justificado) es el álbum debut del cantante estadounidense Justin Timberlake, publicado el 5 de noviembre de 2002 por la discográfica Jive Records. Fue grabado en varios estudios en los Estados Unidos durante el receso del grupo 'N Sync. Para el álbum, Timberlake trató de adoptar una imagen más madura como artista R&B que se opone a la música pop anterior grabada por el grupo. El álbum fue producido por The Neptunes y Timbaland con colaboradores adicionales incluyendo a Brian McKnight, Scott Storch y The Underdogs. El álbum incluye canciones con artistas invitados como Janet Jackson y el dúo de rap Clipse. Principalmente un álbum de R&B, Justified también contiene influencias de dance pop, funk y música soul.
El álbum recibió reseñas generalmente muy positivas de los críticos musicales; la mayoría de ellos elogiaron la progresión madura del material del cantante, mientras que algunos criticaron su contenido lírico. Le hizo obtener a Timberlake cuatro nominaciones a los Premios Grammy y ganó el premio Grammy por mejor interpretación vocal pop masculina por «Cry Me a River» en la ceremonia de 2004. Justified debutó en el número dos de la lista Billboard 200 de Estados Unidos y vendió 439.000 copias en su primera semana. Fue certificado de platino tres veces por la Recording Industry Association of America (RIAA) por distribuir 3 millones de copias en los Estados Unidos. Hasta 2012, el álbum ha vendido más de 10 millones de copias en todo el mundo.
Cuatro sencillos fueron lanzados del álbum; «Like I Love You» alcanzó el número 11 en el Billboard Hot 100, mientras que los dos sencillos posteriores, «Cry Me a River» y «Rock Your Body» alcanzaron el top 10 en la lista. «Like I Love You», «Cry Me a River» y «Rock Your Body» alcanzaron el número 2 en el Reino Unido y el top 10 en Australia, Irlanda, Países Bajos y Bélgica. Para promover el álbum, Timberlake interpretó en varios programas de televisión y se embarcó en las giras Justified World Tour y Justified and Stripped Tour; en esta última fue acompañado por la cantante estadounidense Christina Aguilera.

## Antecedentes
Durante el receso de la boy band 'N Sync, el vocalista principal, Justin Timberlake, comenzó a trabajar en su álbum debut como solista. Con el álbum, quería hacer la transición de un artista pop de boy band a tener una imagen más madura como un intérprete de R&B. Reveló información mínima con respecto a los productores y artistas implicados con Justified durante su primera etapa de grabación, con su sello la gestión y registro también reacio a compartir cualquier información. Sin embargo, MTV News informó que el dúo de producción, The Neptunes estaban trabajando en varias pistas, mientras que el rapero P. Diddy y el cantante Mario Winans contribuyeron a una pista. Otros conocidos productores involucrados incluyen Mike City, Raphael Saadiq y Rodney Jerkins, aunque entre junio y julio, ninguno de los productores mencionados habían asistido a ninguna de las sesiones de estudio. Explicando su implicación con el proyecto, Jerkins dijo en los BET Awards de 2002 que el "acababa de recibir una llamada sobre trabajar en el proyecto" y que cuando Timberlake quisiera su ayuda, se "haría".
El gerente de Brian McKnight afirmó que McKnight ya había grabado temas con el cantante, con el rapero Nelly explicando a los reporteros que él y Timberlake han discutido un esfuerzo de colaboración. Angie Stone reveló a principios en 2002 que Timberlake "ama el álbum Mahogany Soul" con él además diciéndole a ella "tu CD está en mi coche ahora mismo, tienes que trabajar en mi proyecto de solista", aunque más tarde un portavoz de Jive anunció que el material producido a partir de la colaboración no aparecería en el álbum final. El cantante de R&B, Usher, explicó que Timberlake y él se suponían "sentarse, tener una reunión, hablar de ello, sólo creativamente" aunque afirma que su colaboración produciría "uno de los mejores discos que se han colocado".

## Grabación
The Neptunes le dijo a MTV que el dúo y Timberlake iban en un coche escuchando los álbumes de Earth Wind & Fire, con el fondo de su música lo que el dúo de producción quería implementar en el contenido musical de Justified. El dúo de producción comentó que a pesar de no estar satisfecho con la música de muestreo, para inspiración, escucharon los álbumes Off the Wall y Thriller de Michael Jackson. Sus intenciones eran crear música que fuera similar al trabajo de Jackson sin "reciclaje". Chad Hugo, miembro de The Neptunes, comentó que "sólo queríamos recrear esa sensación de esas canciones atemporales, clásicas, sin nada del estilo del nuevo R&B 'bling, bling, me golpeó en mis dos vías'. Tiene elementos de lo viejo y lo nuevo". Hugo además continuó diciendo que la gente quería que Timberlake se conformara a ser parte de la boy band 'N Sync, con el anterior, insistiendo en que Timberlake es un cantante inmaculado. Hugo reconoció el rompimiento de Timberlake con la cantante Britney Spears, diciendo que algo de la música del álbum podría dirigirse hacia ella. Justified fue grabado en varios estudios en los Estados Unidos incluyendo el Westlake Recording Studios en Los Ángeles, Manhattan Center Studios en Nueva York y Master Sound Recording Studios y Windmark Recording en Virginia Beach.

## Sencillos
«Like I Love You» fue lanzado como el primer sencillo del álbum. Fue lanzado como sencillo en CD el 14 de octubre de 2002 en Alemania y los Estados Unidos. La canción fue escrita por Justin Timberlake y The Neptunes, quien también produjo la pista. Recibió reseñas positivas de los críticos, quienes elogiaron su producción y uso de instrumentales. «Like I Love You» entró en el número once en el Billboard Hot 100 y en el top 5 en el Reino Unido, Dinamarca, Países Bajos e Irlanda. La canción fue nominada a mejor colaboración de rap/cantada en los premios Grammy de 2003. El segundo sencillo de Justified es «Cry Me a River» y fue lanzado a través de la radio contemporánea y rítmica el 24 de noviembre de 2002, y como un vinilo 12" el 23 de diciembre en los Estados Unidos. La canción fue escrita por Timberlake, Scott Storch y Timbaland y producida por este último. «Cry Me a River» debutó en el número 44 en el Billboard Hot 100 en la edición del 21 de diciembre de 2002, y finalmente alcanzó el número tres. En otros países, la canción logró éxito similar, alcanzando el número dos en Australia y el Reino Unido, y el top cinco en otros territorios. «Cry Me a River» ha sido certificado de oro en Australia por la Australian Recording Industry Association (ARIA), denotando la distribución de 70.000 unidades, y certificado de plata en Francia.
«Rock Your Body» fue lanzado como el tercer sencillo del álbum y fue publicado el 6 de mayo de 2003 como sencillo en CD en los Estados Unidos. Fue escrito por Timberlake y The Neptunes y producido por este último. La canción encabezó las listas en Australia durante una semana, se convirtió en el tercer sencillo de Timberlake en llegar al número dos en el Reino Unido, y alcanzó el top cinco en Dinamarca, Irlanda, Nueva Zelanda y Estados Unidos. «Rock Your Body» fue certificado de platino en Australia por ARIA. Recibió una certificación de oro en Estados Unidos por la Recording Industry Association of America (RIAA), que denota la distribución de 500.000 unidades. «Señorita» es el cuarto sencillo de Justified, lanzado a través de la radio rítmica el 8 de julio de 2003. Fue escrito por Timberlake y The Neptunes, mientras que fue producida por este último. La canción no se desempeñó tan bien como los tres sencillos anteriores de Timberlake en las listas, alcanzando el número 27 en el Hot 100, y logrando su posición más alta en Australia y Nueva Zelanda, donde alcanzó el número seis y cuatro, respectivamente.

## Promoción

### Interpretaciones en vivo
Timberlake interpretó «Cry Me a River» por primera vez en la 13° entrega anual de los Billboard Music Awards, celebrada el 9 de diciembre de 2002 en el MGM Grand Garden Arena en Las Vegas. Estuvo acompañado por una sección de cuerdas y un coro de 20 miembros. Interpretó «Cry Me a River» en un concierto promocional celebrado en el House of Blues en West Hollywood, California el 17 de junio de 2003. El 1 de febrero de 2004, Timberlake interpretó «Rock Your Body» en el espectáculo de medio tiempo del Super Bowl XXXVIII con la cantante de R&B, Janet Jackson. En el momento que Timberlake cantó la letra "Bet I'll have you naked by the end of this song," —en español: "apuesto a que te tendré desnuda al final de esta canción"—, el arrancó parte del traje de Jackson, exponiendo momentáneamente su seno derecho en vivo por televisión. Timberlake se distanció de la controversia mientras que Jackson enfrentó muchas críticas. Timberlake comentó más tarde que "América es más severa en las mujeres...[e] injustamente dura con gente étnica." Interpretó «Señorita» en vivo en el programa de comedia de sketches Saturday Night Live en octubre de 2003, donde fungió como anfitrión e invitado musical.

### Gira

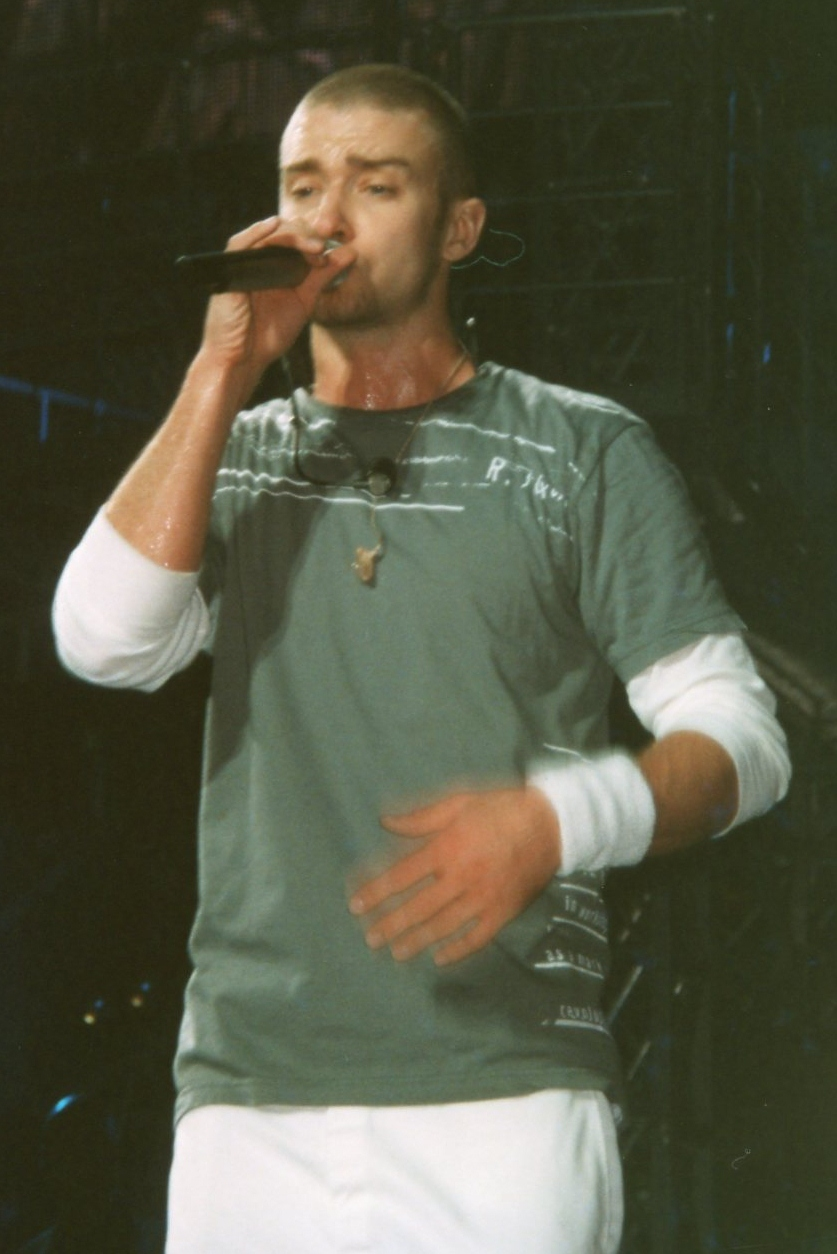
Timberlake durante el Justified World Tour en 2003.

Timberlake hizo una gira conjunta en América del Norte con Christina Aguilera, titulada Justified & Stripped Tour, para promocionar tanto el álbum debut de Timberlake como el álbum de Aguilera de 2002, Stripped. Tanto los gerentes de Timberlake como los de Aguilera sugirieron que ambos cantantes fueran en una gira conjunta. Timberlake aceptó la sugerencia, diciendo que "sería divertido estar de gira con alguien que es tan talentosa". La razón más de Timberlake para ir de gira con Aguilera fue debido a que ambos cantantes querían "romper el molde de lo que la gente mira como teen pop y moverse en una dirección diferente". Para la gira, Timberlake quería transformar arenas en clubes, indicando que quiere que la gente "sienta que son parte del espectáculo y es una fiesta", destacando que alguien atrapado sentado sería arrancado. Para la gira, Timberlake interpretaría con ocho bailarines, una banda de 14 piezas que incluía cuatro vocalistas de fondo, tres trompetistas y un DJ. La gira comenzó el 4 de junio de 2003 en Phoenix, Arizona y concluyó el 2 de septiembre de 2003 en Saint Paul, Minnesota. La gira recaudó aproximadamente $45 millones de dólares.
En septiembre de 2003, McDonald's anunció a Timberlake como nuevo portavoz de su campaña "I'm Lovin' It" (Me encanta). Timberlake grabó «I'm Lovin' It», para ser presentado en anuncios para la franquicia, más tarde ampliado y lanzado como sencillo en diciembre de 2003. Después McDonald's anunció que patrocinaría una gira para Timberlake, tras su exitosa gira norteamericana con Christina Aguilera, titulada Justified World Tour. Timberlake afirmó "me encanta lo que McDonald's hace con la nueva campaña 'I'm Lovin' It' y es genial ser parte de ello [...] Compartimos la misma gente... gente que le gusta divertirse, y eso es lo que esta nueva asociación y mi gira europea se trata". La gira comenzó con Timberlake tocando en clubes y teatros en los Estados Unidos y Australia antes de ampliar a arenas en Europa. La gira comenzó el 7 de mayo de 2003 en Sheffield, Inglaterra y concluyó el 19 de junio de 2004 en Brisbane, Australia.

## Recepción crítica
Justified recibió reseñas generalmente positivas de los críticos musicales. En Metacritic, que asigna una clasificación normalizada de 100 a comentarios de los críticos, el álbum ha recibido una calificación promedio de 68, basada en 14 comentarios. Ben Ratliff de Rolling Stone calificó al álbum con cuatro de cinco estrellas, elogiando la producción de The Neptunes y observó que tanto «Like I Love You» como «Cry Me a River» son pistas destacadas. Ratliff comentó también que Justin Timberlake ha exitosamente "saltado sobre el cañón" a la edad adulta. Sal Cinquemani de Slant Magazine dio a Justified tres estrellas y media de cinco, escribiendo que Timberlake se ajusta con The Neptunes "tan bien que prácticamente abandona su personalidad al super-duo— que el muy bien podría ser el tercer miembro de N.E.R.D" Cinquemani destacó las similitudes entre las pistas de Justified a la obra del músico Michael Jackson, diciendo que el álbum debió haber sido el décimo y último álbum de estudio de Jackson, Invincible (2001)." En una revisión favorable por Denise Boyd de BBC Music, similar a los anteriores revisores, Boyd elogia a «Like I Love You», mientras también elogia a «Cry Me a River» por su contenido lírico y «Rock Your Body», que señala contiene influencias de Michael Jackson y Stevie Wonder. El escritor David Browne de Entertainment Weekly calificó a Justified con una B. Similar a Sal Cinquemani, Browne escribió cómo el álbum debió haber sido el resultado del décimo álbum de estudio de Jackson, como "el ultramoderno híbrido R&B-pop". Browne describió a Justified como "coherente", favoreciendo al álbum a los dos trabajos anteriores de 'N Sync: Celebrity (2001) y No Strings Attached (2000).
Christopher O'Connor de The Village Voice elogió la producción de The Neptunes, mientras que elogia a «Like I Love You» y la colaboración de Janet Jackson, «(And She Said) Take Me Now», dice cómo las canciones demuestran que Timberlake "tiene las agallas para perseguir la lista A-más". O'Connor mostró ambivalencia hacia «Right for Me» y «Cry Me a River», señalando al primero como "incómodo" y el segundo como "una pésima impresión de Aaliyah". Tyler Martin de Stylus Magazine dio al álbum una B, elogiando las apertura de dos pistas, «Señorita» y «Like I Love You», señalando a los dos como destacados. A pesar de esto, Martin va a elogiar a «Take It from Here» y «Cry Me a River», cerrando la revisión diciendo que el álbum no mantiene el personaje masculino de Timberlake, pero todavía "pinta una imagen de un joven complicado, creciendo hasta la edad adulta". Alex Needham de NME compara la voz de Timberlake con la del cantante de R&B, Usher, diciendo que este último lo "tendría para el desayuno" y escribe que las letras de Timberlake son "perogrulladas sentimentaloides que pueden o no ser acerca de Britney". Caroline Sullivan de The Guardian dio a Justified dos estrellas de cinco, diciendo que las únicas pistas sensibles son «Cry Me a River» y «Rock Your Body», observando a la última como "predecible", mientras que criticó las letras del álbum como "sugerente murmurando". Stephen Thomas Erlewine de Allmusic comentó que Timberlake "descaradamente toma prestado de Jacko, desde la época de Thriller", yendo a criticar su voz como falta de sustancia, con su falsete falta de carácter.

### Premios
Justified le hizo obtener a Justin Timberlake tres nominaciones a los American Music Awards, incluyendo Álbum Favorito de Pop/Rock", Artista Masculino Favorito de Pop/Rock y Fan Choice Award. Timberlake ganó el premio de Álbum Favorito de Pop/Rock. En los Premios Grammy de 2003, Timberlake obtuvo una nominación a mejor colaboración de rap/cantada para la canción «Like I Love You». Al año siguiente, Justified obtuvo nominaciones para álbum del año y mejor álbum de pop vocal, mientras que «Cry Me a River» fue nominado a mejor interpretación vocal pop masculina. Timberlake ganó los dos últimos premios. En los BET Awards de 2003, recibió dos nominaciones para Mejor Artista R&B Masculino y Mejor Artista Nuevo.

## Desempeño comercial
Justified debutó en el número dos en el Billboard 200, vendiendo 439.000 copias en su semana de apertura. Se esperaba que el álbum encabezará la última lista, reemplazando a la banda sonora de 8 Mile (2002). En cambio la banda sonora vendió 507.000 copias, debido a ser propulsado por «Lose Yourself» de Eminem. La semana siguiente, Justified vendió 188.770 copias y cayó dos posiciones al número cuatro. En su tercera semana, el álbum vendió 110.000 copias y se mantuvo dentro del top 10 en la lista. El álbum apareció en la lista de Billboard 200 durante 72 semanas y finalmente llegó a vender 3,5 millones de copias en Estados Unidos. Ha sido certificado de platino 4 veces por la Recording Industry Association of America (RIAA), que denota la distribución de 4 millones de copias.
Internacionalmente, Justified recibió una respuesta similar. En el Reino Unido, Justified debutó en el número seis y finalmente llegó al número uno en la semana del 16 de noviembre de 2002, permaneciendo en la cima durante siete semanas no consecutivas. El álbum ha aparecido en la lista por 84 semanas; ha sido certificado de platino cinco veces por la British Phonographic Industry (BPI) por la distribución de 1,5 millones de copias. En Canadá, el álbum alcanzó el número tres y ha sido certificado de platino dos veces por Music Canada. Justified debutó y alcanzó el número cuatro en Dinamarca y Países Bajos, permaneciendo en las listas por 40 y 72 semanas, respectivamente. El álbum alcanzó el número cinco en Nueva Zelanda por una semana, apareciendo en la lista por 36 semanas y recibió dos veces la certificación de platino por la Recording Industry Association of New Zealand (RIANZ) por la distribución de 15.000 unidades. Justified llegó al top 10 en Bélgica, Australia y Noruega. En Europa continental, el álbum ha sido certificado de platino por la Federación Internacional de la Industria Fonográfica (IFPI) por la distribución de un millón. El álbum entró en el top 30 y 40 en varios otros países, y sus ventas en todo el mundo permanecen en más de 7 millones.

## Lista de canciones
| Justified |                                                  |                                                 |                    |          |  |
| N.º       | Título                                           | Escritor(es)                                    | Productor(es)      | Duración |  |
| 1.        | «Señorita»                                       | Justin Timberlake, Chad Hugo, Pharrell Williams | Williams and Hugo  | 4:55     |  |
| 2.        | «Like I Love You» (con Clipse)                   | Timberlake, Hugo, Williams                      | Williams and Hugo  | 4:44     |  |
| 3.        | «(Oh No) What You Got»                           | Timberlake, Tim Mosley                          | Timbaland          | 4:31     |  |
| 4.        | «Take It from Here»                              | Timberlake, Hugo, Williams                      | Williams and Hugo  | 6:14     |  |
| 5.        | «Cry Me a River»                                 | Timberlake, Mosley, Scott Storch                | Timbaland          | 4:48     |  |
| 6.        | «Rock Your Body»                                 | Timberlake, Hugo, Williams                      | Williams and Hugo  | 4:27     |  |
| 7.        | «Nothin' Else»                                   | Timberlake, Hugo, Williams                      | Williams and Hugo  | 4:59     |  |
| 8.        | «Last Night»                                     | Timberlake, Hugo, Williams                      | Williams and Hugo  | 4:47     |  |
| 9.        | «Still On My Brain»                              | Timberlake, Harvey Mason, Jr., Damon Thomas     | Thomas, Mason, Jr. | 4:36     |  |
| 10.       | «(And She Said) Take Me Now» (con Janet Jackson) | Timberlake, Mosley, Storch                      | Timbaland, Storch1 | 5:31     |  |
| 11.       | «Right for Me»                                   | Timberlake, Mosley, Warren Mathis               | Timbaland          | 4:30     |  |
| 12.       | «Let's Take a Ride»                              | Timberlake, Hugo, Williams                      | Williams and Hugo  | 4:44     |  |
| 13.       | «Never Again»                                    | Timberlake, Brian McKnight                      | McKnight           | 4:35     |  |
| 63:15     |                                                  |                                                 |                    |          |  |

Notas
1 significa co-productor

## Personal
Créditos de Justified adaptados de Allmusic.
| - Marsha Ambrosius – voces de apoyo - Damen Bennett – flauta - David Betancourt – ingeniero asistente - Bubba Sparxxx – rap - Clipse – rap - Andrew Coleman – ingeniero - Vidal Davis – percusión - Eddie DeLena – ingeniero - Jimmy Douglass – mezcla - Nathan East – bajo - Omar Edwards – teclados - Serban Ghenea – mezcla - Larry Gold – conductor, arreglos de cuerda, conductor de cuerda - Dabling Harward – ingeniero - Chad Hugo – productor, instrumentación - Janet Jackson – voz - Paul James – estilista - Bernard Kenny – guitarra - Steve Klein – fotografía - David Lipman – director creativo - Vanessa Márquez – voz - Carlos "Storm" Martínez – ingeniero asistente - Harvey Mason, Jr. – productor - George "Spanky" McCurdy – batería - Brian McKnight – productor, arreglo vocal, instrumentación | - Bill Meyers – conductor, arreglos de cuerda - Steve Penny – ingeniero - Dave Pensado – mezcla - Bill Pettaway – guitarra - Arianne Phillips – estilista - Herb Powers – masterización - Jimmy Randolph – edición digital, Pro-Tools - Tim Roberts – ingeniero asistente - Senator Jimmy D – ingeniero - Mary Ann Souza – ingeniero asistente - Steamy – ingeniero asistente - Scott Storch – clavinet, productor, coordinación - Damon Thomas – productor - Timothy Mosley – voz, voces de apoyo, productor, mezcla - Justin Timberlake – voces de apoyo, arreglo vocal - Thaddeus T. Tribbett – bajo - Tye Tribbett & G.A. – voces de apoyo - Charles Veal – cuerdas - Tommy Vicari – ingeniero, ingeniero de cuerda - Marla Weinhoff – escenografía - Pharrell Williams – voz, productor, arreglo vocal, instrumentación - Ethan Willoughby – ingeniero asistente - Chris Wood – ingeniero - Benjamin Wright – conductor, arreglos de cuerda |

## Listas
| País           | Lista (2002)                   | Mejor posición |
| -------------- | ------------------------------ | -------------- |
| Alemania       | German Albums Chart            | 11             |
| Australia      | Australian Albums Chart        | 9              |
| Austria        | Austrian Albums Chart          | 33             |
| Bélgica        | Belgium Albums Chart (Flandes) | 10             |
| Bélgica        | Belgium Albums Chart (Valonia) | 8              |
| Canadá         | Canadian Albums Chart          | 3              |
| Dinamarca      | Danish Albums Chart            | 4              |
| Estados Unidos | Billboard 200                  | 2              |
| Estados Unidos | Top R&B/Hip-Hop Albums         | 2              |
| Finlandia      | Finnish Albums Chart           | 7              |
| Francia        | French Albums Chart            | 30             |
| Irlanda        | Irish Albums Chart             | 1              |
| Italia         | Italian Albums Chart           | 22             |
| Nueva Zelanda  | New Zealand Albums Chart       | 5              |
| Noruega        | Norwegian Albums Chart         | 9              |
| Países Bajos   | Dutch Albums Chart             | 4              |
| Suecia         | Swedish Albums Chart           | 21             |
| Suiza          | Swiss Albums Chart             | 22             |
| Reino Unido    | UK Albums Chart                | 1              |

| País           | Lista (2002)                     | Mejor posición |
| -------------- | -------------------------------- | -------------- |
| Estados Unidos | Billboard 200                    | 119            |
| País           | Lista (2003)                     | Mejor posición |
| Australia      | Australian Albums Chart          | 20             |
| Bélgica        | Belgian Albums Chart (Flanders)  | 21             |
| Bélgica        | Belgian Albums Chart (Wallonia)  | 30             |
| Estados Unidos | Billboard 200                    | 11             |
| Estados Unidos | Billboard Top R&B/Hip-Hop Albums | 26             |
| Irlanda        | Irish Albums Chart               | 3              |
| Países Bajos   | Dutch Albums Chart               | 10             |
| Suiza          | Swiss Albums Chart               | 31             |

| País           | Lista (2000–2009) | Mejor posición |
| -------------- | ----------------- | -------------- |
| Estados Unidos | Billboard 200     | 89             |

## Certificaciones
| País           | Organismo certificador | Certificación | Ventas    |
| -------------- | ---------------------- | ------------- | --------- |
| Alemania       | BVMI                   | 2x Platino    | 300 000   |
| Australia      | ARIA                   | 2x Platino    | 140 000   |
| Austria        | IFPI Austria           | Oro           | 15 000    |
| Bélgica        | BEA                    | Oro           | 25 000    |
| Canadá         | MC                     | 2x Platino    | 200 000   |
| Estados Unidos | RIAA                   | 3x Platino    | 3 000     |
| Nueva Zelanda  | RIANZ                  | Platino       | 15 000    |
| Suecia         | GLF                    | Oro           | 30 000    |
| Suiza          | IFPI Suiza             | Platino       | 40 000    |
| Reino Unido    | BPI                    | 6x Platino    | 1 800 000 |